# Saltfjellet

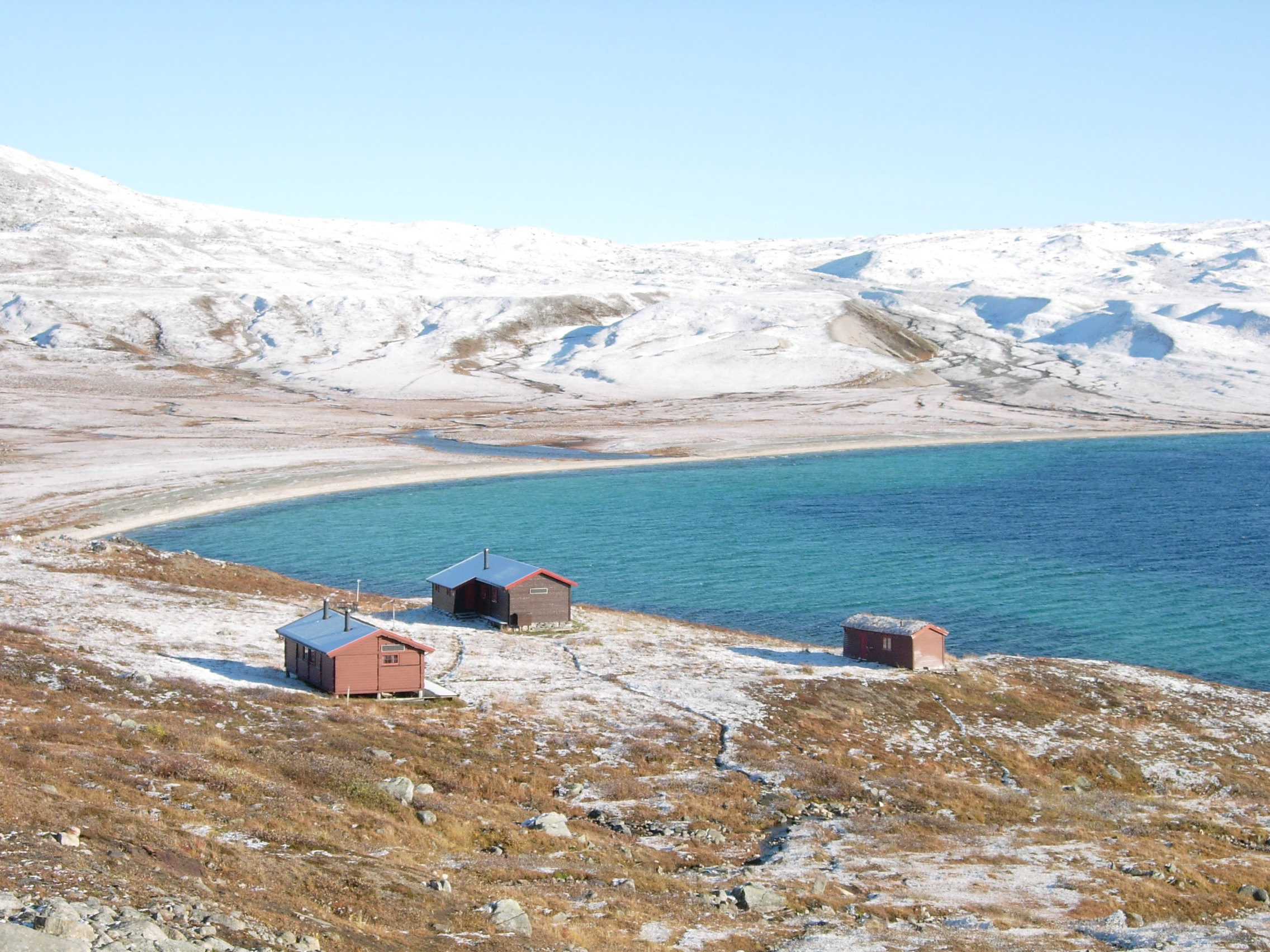
Bjellåvasstua

Saltfjellet (sydsamiska Saltoduottar) är ett fjällområde i Nordland fylke i norra Norge.

## Allmänt
Fjällområdet Saltfjellet skiljer regionerna Helgeland och Salten från varandra och sträcker sig från kusten in till svenska gränsen.
Svartisen upptar stora delar av Saltfjellet, och ingår i Saltfjellet-Svartisen nationalpark.

## Kommunikationer

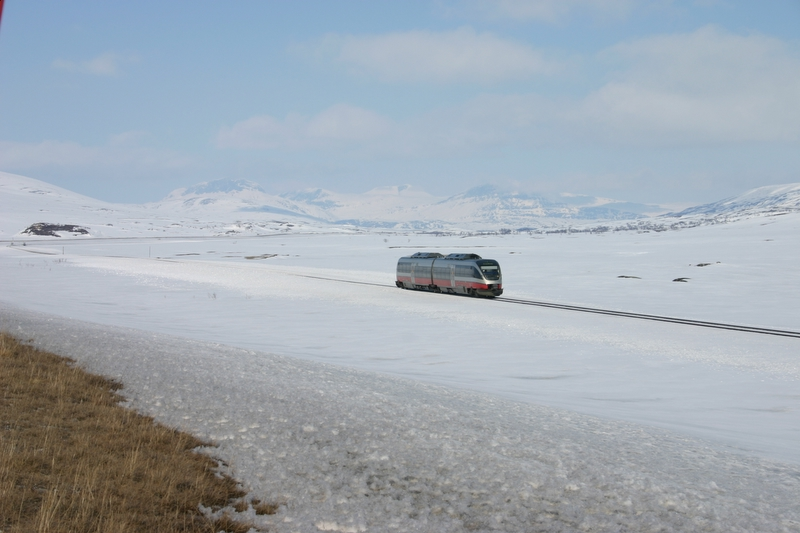
Nordlandsbanan över Saltfjället

### Europaväg 6
Saltfjellet genomkorsas i nord-sydlig riktning av Europaväg 6 mellan Dunderlandsdalen i söder och Lønsdalen i norr. Vägen började byggas 1929 och invigdes 3 juli 1937.
Kompletteringsarbeten på vägen fortsatte fram till 2:a världskrigets utbrott 1940.
Vägen fick fast beläggning med oljegrus åren 1965−66 och asfalt 1972.
De första decennierna var vägen vinterstängd. Först från och med hösten 1968 blev vägen helårsöppen.
År 1990 öppnades en ny och bättre väg över fjället mellan Bolna och Sørelva.

### Nordlandsbanan
Nordlandsbanan öppnades fram till Mo i Rana 1942, varefter tyskarna fortsatte utbyggnaden av banan på Saltfjellet med krigsfångar som arbetskraft.
Efter kriget fortsatte arbetet med järnvägen och den 10 december 1947 öppnades järnvägen fram till Lønsdal station. Senare förlängdes banan till Fauske 1958 och till Bodø 1962.